# Clinica per la ricerca sul Paranormale
La Clinica per la ricerca sul Paranormale è un istituto medico che compare nel mondo del New Universe. Si trova nel Wisconsin ed è uno dei luoghi principali in cui è ambientata la serie D.P.7.

## Storia
La clinica esisteva già prima degli eventi narrati nella serie come normale ospedale privato. Dopo l'Evento Bianco Philip Nolan Voigt usò i suoi poteri paranormali per prendere il controllo della struttura e la riaprì al pubblico con un nuovo nome e con l'obbiettivo di aiutare i vari paranormali sparsi per gli Stati Uniti a utilizzare i loro poteri.
Il suo modus operandi era quello di dividere i pazienti in gruppi di terapia in modo da confrontare reciprocamente le loro esperienze. I membri del gruppo D.P.7 componevano il Gruppo C.
In realtà lo scopo di Voigt e del resto dello staff era quello di sottoporre i pazienti al lavaggio del cervello e di condizionare le loro menti (motivo che portò alla fuga dei 7 del Gruppo C).

## Staff
(In ordine alfabetico)
- Charne, Dexter (deceduto):  Psicologo della Clinica. Paranormale dotato dell'abilità di influenzare i pensieri altrui.
- Hackbarth, Harlan: capo della sicurezza. Paranormale dotato del potere di influenzare le funzioni corporee altrui (come ad es. i centri del sonno per farli dormire). Finisce in coma a causa di Charne.
- Heat, Abner: custode.
- LaGraves, Craig (deceduto): responsabile del settore amministrativo.
- Newhouse, Tanis: ultimo direttore della clinica prima della sua chiusura forzata
- Rumlow, Geraldine (Vice Versa): membro della squadra di recupero attivata per riportare alla clinica i fuggiaschi. Paranormale dotata della capacità di invertire diametralmente il moto di ogni oggetto/persona.
- Dr. Semple, Jane: terapista del gruppo C.
- Sharp, Leland (Shrapnel): membro della squadra di recupero dattivata per riportare alla clinica i fuggiaschi. Paranormale la cui pelle genera delle eruzioni cutanee corrosive.
- Speck, Tracy (deceduta): paranormale dotata del potere di utilizzare i sensi altrui.
- Voigt, Philip Nolan (Overshadow): fondatore e primo direttore delle Clinica. Paranormale dotato del potere di copiare (e superare) il potere degli altri paranormali.
- Zentner, Edward (Bloodhound): membro della squadra di recupero dattivata per riportare alla clinica i fuggiaschi. Paranormale dotato di un super olfatto. Può seguire qualunque traccia e anche capire se un individuo è o no un paranormale. Durante The Draft diverrà Maggiore nell'esercito.

## Pazienti conosciuti
(In ordine alfabetico)
- Beck, Charlotte (Friction; 19 anni): studentessa universitaria. Può agire mentalmente sulla forza di attrazione degli oggetti, rendendoli scivolosi o appiccicosissimi.
- Benway, Arthur (Precipizio): può annullare la gravità.
- Berry, Lionel (Blindspot): invisibilità. Membro dei Black Powers.
- Crawley, Michael (Dynamite): ex membro di Psi-Force. Crea delle esplodioni con il pensiero. Membro dei DDTeens.
- Cuzinski, Dennis (Scuzz, Scorcher; 15 anni): la sua pelle emette costantemente. Purtroppo non può ne controllare ne fermare la produzione ma solo accelerarla. Capo del gruppo DDTeens.
- Fenzl, Lenore (Luce; 66 anni): una professoressa di latino in pensione. Il suo corpo produce una radiazione che fa generare endorfine negli organismi esposti. Anche lei non può controllare la sua abilità ed è costretta a coprirsi totalmente per bloccarla.
- Frye, Dwight (Bazooka): genera un raggio concussivo dalle mani. Membro dei Black Powers
- Hanneman, Heather: capacità di generare nuvole e pioggia. Membro dei DDTeens.
- Harrington, Stephanie(Viva; 30 anni): una casalinga sposata e con tre figli. Ha il potere di rivitalizzare le persone con un semplice tocco. Inoltre è dotata di forza e velocità potenziate.
- Huebner, Evan (Ghost-Driver): non ha nessuna abilità paranormale ma ha fatto amicizia con l'anticorpo rinnegato di randy che lo ha scelto come nuovo ospite. Può fare le stesse cose che fa Randy con i suoi anticorpi tranne generarne altri. Membro dei DDTeens.
- Landers, David (Mastodon; 34 anni): il suo corpo ha subito un'incredibile crescita in muscoli ossa e tessuto connettivo che lo ha reso un gigante forzuto.
- Larson, Joel(Naftalina): è in grado di produrre bolle che neutralizzano ogni forma di energia compresa quella generata dai poteri di altri paranormali. Membro dei DDTeens.
- McQuaid, Dionne (Indigo): può creare delle mani di energià psichica. Capo del gruppo Black Powers.
- Mullaney, George Mullaney (Mutaforma): il suo corpo cambia forma ogni 24 ore. Il cambiamento è incontrollato e imprevedibile.
- O'Brien, Randy (Anticorpo; 28 anni): medico. possiede la capacità di emanare dal suo corpo un suo "doppio" scuro e semi immateriale. Questo doppio è dotato di una volontà propria e, una volta riunitosi al corpo originale, gli trasmette tutti i ricordi registrati.
- Rost, John (Scrap Iron): dotato della capacità di rendere la sua pelle dura come l'acciaio.
- Smith, Curtis (Stalagmite): può aumentare il suo peso se resta fermo in un posto.
- Sorensen, Merriam (Sugna): il suo corpo assorbe automaticamente acqua e umidità con cui viene in contatto, aumentando le sue dimensioni corporee finché non la espelle. Può anche respirare sott'acqua estraendo ossigeno dall'acqua.
- Stevenson, Annie: dotata della capacità di generare delle forti vibrazioni. Membro dei DDTeens.
- Walkins, Jim (Squirm): il suo corpo ha proprietà elastiche che gli consentono di allungarsi. Membro prima dei Black Powers e poi dei DDTeens.
- Walters, Jeffrey (Blur; 24 anni): possiede un metabolismo super accelerato, tre volte più rapido di quello di un uomo normale. Riesce a correre fino a 250 km/h.
- Weigand, Rodney (Garbuglio): è in grado di creare un filo di energia psichica.
- Wexler, Ross (Chill): può emettere ghiaccio dal suo corpo. Come effetto collaterale ha una temperatura corporea bassissima. Membro dei Black Powers.